# Raquel Tibol
Raquel Tibol (Basavilbaso, Entre Ríos, Argentina- 14 de diciembre de 1923 - Ciudad de México, México, 22 de febrero de 2015) fue una crítica e historiadora del arte mexicano, prolífica promotora y cronista cultural, periodista y conductora de programas de televisión como en La Plática y la Crítica y Aproximaciones, ambos del Canal 11 de la televisión cultural mexicana. Radicaba en México desde 1953, y se nacionalizó mexicana en 1961. Fue distinguida con el Premio de Periodismo Cultural Fernando Benítez (1998); la Medalla de Oro de Bellas Artes y el doctorado honoris causa por la Universidad Autónoma Metropolitana. En 2010, el Instituto Nacional de Migración la incluye en el libro “200 Mexicanos que nos Heredó el Mundo” al considerarla como una de las 200 personas más brillantes que habiendo nacido en un país extranjero hayan dado tanto México.

## Datos biográficos
Raquel Tibol llegó a México el 25 de mayo de 1953 atraída por Diego Rivera, a quien había conocido en Chile, país en el que vivió por un tiempo. Quería ser escritora y había publicado unos años antes un libro de cuentos, Comenzar es la esperanza. En México, que ella convirtió en su país de adopción, inició su labor como crítica y cronista del quehacer plástico mexicano. Empezó su tarea con una entrevista con el cineasta Luis Buñuel, en el suplemento México en la Cultura del diario Novedades, en noviembre de 1953.  

A su llegada a México se interesó por el movimiento muralista mexicano, en gran boga en aquel entonces. Aunque José Clemente Orozco ya había muerto, Diego Rivera y David Alfaro Siqueiros seguían actuando como representantes del muralismo mexicano y Raquel Tibol los analizó a profundidad y escribió sobre ellos. Otros pintores mexicanos que se dirigían hacia nuevos derroteros artísticos estaban en pleno crecimiento: Alberto Gironella, Vlady, el catalán Josep Bartolí y un poco más tarde José Luis Cuevas. Todos ellos integraron un nuevo movimiento de vanguardia en el arte plástico de México que Raquel Tibol siguió con su crítica y también, cuando así le pareció justo, con su estímulo.
Son conocidas las anécdotas de la vida de Raquel Tibol que la caracterizan como una mujer de convicciones firmes que defendía su punto de vista sin contemplaciones. Dícese, por ejemplo, que el 19 de abril de 1972, tras el I Congreso Nacional de Artistas Plásticos, Raquel Tibol abofeteó a David Alfaro Siqueiros, en respuesta a las declaraciones xenofóbicas que el muralista habría hecho en su contra en una de las sesiones del evento. Este episodio es confirmado por ella misma:

Si leen a José Luis Cuevas, en su Cuevario, encontrarán los mejores insultos que me han dedicado, y somos muy buenos amigos. Le di una cachetada a Siqueiros y no volví a su casa porque yo no quise, porque él me invitó a que regresara, de modo que he tenido una vida con picos agudos, por eso se les ha ocurrido decir que soy una leyenda, pero soy un ser de 84 años, trabajando, con dos hijos, dos nietas, y el mundo sigue adelante.

Se cuenta también que con Rufino y Olga Tamayo, íconos del arte de México, se distanció durante un largo tiempo, después de un intercambio de declaraciones en la prensa mexicana.
Las opiniones de Raquel Tibol como crítica han sido frecuentemente controvertidas pero se le reconoce la erudición, la verticalidad y la independencia de sus puntos de vista. Ha recibido el Premio de Periodismo Cultural Fernando Benítez; la Medalla de Oro de Bellas Artes y el Doctorado Honoris Causa por la Universidad Autónoma Metropolitana.

## Trayectoria
Raquel Tibol tuvo sus inicios periodísticos en Chile, donde colaboraba en la radio; fue enviada a cubrir el Congreso de izquierda que se celebró en ese país en 1953 y donde asistirían personalidades como Diego Rivera y Rufino Tamayo. Fue enviada para entrevistar a Diego Rivera, quien le concedió la entrevista siempre y cuando se dividiera en dos apartados: en el primero se enfocarían a hablar sobre el trabajo de Frida Kahlo y en el segundo hablarían sobre él.
Tibol llegó a México como encargada de organizar el Congreso de izquierda, en México, el cual no pudo llevarse a cabo debido a la tensión política que reinaba en el país. Tuvo su primer domicilio en la Casa Azul, donde permaneció de mayo a julio de 1953. Raquel Tibol fue quien mostró a la luz pública el trabajo artístico de Frida Kahlo en 1954, después de 20 años lo hizo nuevamente gracias a una retrospectiva, impulsa el trabajo de la artista (la comunidad chicana toma la figura de Kahlo como representante de su identidad mexicana y el movimiento feminista también encontró en Frida indudable empatía). Al retirarse de la Casa Azul y sin proyecto de trabajo debido a la cancelación del Congreso, retoma su vida periodística con una entrevista a Luis Buñuel, para el suplemento México en la Cultura del diario Novedades, en noviembre de 1953[6] Con esta publicación despuntó profesionalmente en el periodismo cultural mexicano.
De la década de los 60 a la de los 80 fue considerada la crítica de arte más influyente en México y autoridad en el ámbito artístico gracias a su colaboración en la revista Proceso. 
Como crítica de arte la antecedieron Margarita Nelken (escritora, crítica de arte, políticay teórica feminista) y Berta Taracena (crítica de la revista Tiempo). Sin embargo, fue Raquel Tibol quien estuvo a cargo de la coordinación editorial de la Historia General del Arte Mexicano, y fue la responsable del volumen Época Moderna y Contemporánea, (1969)) , siendo pionera nuevamente en proyectos de esta índole, haciendo una aportación (invaluable) indudable a la historia de arte mexicano. 
El trabajo de Tibol era multidisciplinario y por tanto expandido. Se caracterizó por iniciar brechas profesionales en campos como la curaduría y la museografía.  Con la exposición homenaje por los 70 años de Rufino Tamayo consolidó su trabajo en el ámbito de curaduría; comenzó la tradición de las subastas en México para apoyar los movimientos de izquierda en Latinoamérica (El Salvador y Nicaragua).
En 1987 fue miembro del jurado de la primera edición de la Bienal de Cuenca.
Se distinguió por su interés en el trabajo de los artistas jóvenes y las propuestas frescas. Fue redactora de la primera convocatoria del Encuentro Nacional de Arte Joven, que se realiza en el estado de Aguascalientes.
Eligió ejercer profesionalmente de manera independiente (freelance), lo que facilitó tener clara su línea de trabajo basada en la objetividad sobre la obra. En cuanto a su postura política se mantuvo fiel a su posición de izquierda, y esto le ganó enemistades en el ámbito artístico con David Alfaro Siqueiros, Olga y Rufino Tamayo y José Luis Cuevas, lo cual no fue inconveniente para Tibol para desarrollar trabajo sobre la obra de dichos artistas.

## Obra
Entre más de 30 libros publicados, son destacados los siguientes:
- Comenzar es la esperanza, Buenos Aires, (1950)
- Pasos en la danza mexicana
- Gráficas y neográficas en México
- Episodios fotográficos
- Confrontaciones
- Crónica y recuento
- Historia General del Arte Mexicano, Época Moderna y Contemporánea, (1969)[16]
- Diversidades en el arte del siglo XX: para recordar lo recordado
- Siqueiros, vida y obra (1974)
- Diego Rivera: arte y política (1979)
- Hermenegildo Bustos, pintor de pueblo (1981)
- Frida Kahlo, una vida abierta (1983)
- José Clemente Orozco, una vida para el arte (1984)
- Los murales de Diego Rivera, (2001)
- Frida Kahlo, en su luz más íntima (2005)
- Diego Rivera. Luces y sombras, (2007)
- Diego Rivera gran ilustrador, (2008)
- Diego Rivera, palabras ilustres, (2008)